# Virginia Torrecilla
Virginia Torrecilla Reyes (* 4. September 1994 in Cala Millor) ist eine ehemalige spanische Fußballspielerin. Zumeist wurde sie im zentralen oder defensiven Mittelfeld eingesetzt.

## Karriere

### Verein
Virginia Torrecilla begann ihre Fußballlaufbahn in den Juniorenmannschaften von CD Badia Cala Millor und CD Serverense, ehe sich die talentierte Mittelfeldspielerin 2009 dem damaligen Erstligisten UD Collerense anschloss. Am 6. September 2009 feierte die damals knapp 15-jährige in einem Ligaspiel gegen den FC Barcelona ihr Debüt in der spanischen Meisterschaft. Nach zwei Jahren in den Reihen von UD Collerense, entschloss sich die damals erst 16-jährige Virginia Torrecilla zunächst dazu die Fußballschuhe an den Nagel zu hängen und begann in einem Lokal als Kellnerin zu arbeiten. Erst ein Anruf vom damaligen spanischen U-19-Nationaltrainer Ángel Vilda, der sie im September 2011 in den Kader der Spanierinnen für die Qualifikationsspiele zur EM 2012 einberief, öffneten der jungen Fußballspielerin die Augen und so nahm sie im Anschluss ein Angebot des damaligen Zweitligisten Sporting Ciutat de Palma an um weiter aktiv Fußball zu spielen. Die Saison 2011/12 beendete sie mit ihrem Klub auf Platz zwei der Gruppe VII hinter Fundación Albacete Femenino ehe die talentierte Mittelfeldspielerin im Sommer 2012 vom spanischen Spitzenklub FC Barcelona unter Vertrag genommen wurde. Bei den Blaugrana sollte Virginia Torrecilla ihre größten Erfolge feiern. Trotz ihres jungen Alters sicherte sie sich auf Anhieb einen Stammplatz und gewann bis 2015 drei Meistertitel in Folge, darüber hinaus holte der FC Barcelona sowohl 2013 als auch 2014 den Spanischer Pokal. Im Jahr 2015 entschloss sich die damals 20-jährige Virginia Torrecilla zu einem Wechsel ins Ausland und unterschrieb für HSC Montpellier. Mit den Französinnen erreichte sie bereits in ihrem ersten Jahr das Pokalendspiel, unterlag jedoch mit ihrer Mannschaft Olympique Lyon mit 1:2. Ihre beste Platzierung in der Meisterschaft war der zweite Platz 2016/17. Im Sommer 2019 kehrte Virginia Torrecilla in ihre spanische Heimat zurück und unterzeichnete für den regierenden Meister Atlético Madrid. Im Frühling 2020 wurde ihre erfolgreiche Laufbahn durch eine schwere Erkrankung (siehe Privates) jäh unterbrochen in deren Folge sie 20 Monate lang kein Spiel bestreiten konnte. Ihre Rückkehr feierte sie am 23. Januar 2022 im Zuge des Finales der Supercopa, ein Ereignis, das von Fans und Spielerinnen beider Mannschaften sowie von der spanischen Presse gefeiert wurde. An ihre sportlichen Leistungen früherer Tage konnte Virginia Torrecilla jedoch nicht mehr anschließen und bestritt bis zum Sommer 2023 nur noch 13 Pflichtspiele für Atlético Madrid, konnte jedoch mit dem Gewinn der Copa de la Reina 2023 ihrer Sammlung einen weiteren Titel hinzufügen, ehe sie innerhalb der ersten spanischen Liga zum FC Villarreal wechselte. Auch hier konnte sie sich nicht durchsetzen und kam zumeist von der Bank. Im Januar 2024 erklärte Virginia Torrecilla zunächst ihren Rücktritt vom Profifußball, schloss sich jedoch wenig später für die zweite Saisonhälfte dem Drittligisten Balears FC an. Mit der Mannschaft aus ihrer Heimatinsel glückte ihr mit dem Aufstieg in die zweite Liga zum Abschluss ihrer Karriere noch ein weiterer Erfolg, sie selbst kam dabei auf 12 Einsätze.

### Nationalmannschaft
Virginia Torrecilla debütierte im September 2011 im Zuge der Qualifikation zur EM 2012 für die U19 Spaniens. Bei der Endrunde war sie schließlich ebenfalls Teil des Aufgebotes und scheiterte mit ihrer Nationalmannschaft erst im Endspiel mit 0:1 an Schweden, sie selbst kam bei allen vier Begegnungen über die volle Zeit zu Einsatz und erzielte zwei Tore.
Am 28. Juni 2013 feierte die erst 18-jährige Virginia Torrecilla im Zuge der Vorbereitung für die Europameisterschaft in einem Freundschaftsspiel gegen Dänemark ihr Debüt in der A-Nationalmannschaft. Zwar stand sie wenig später auch im Endrundenkader der Spanierinnen, kam jedoch zu keinem Einsatz. Ihre Nationalmannschaft erreichte das Viertelfinale. Bei der WM 2015 war Virginia Torrecilla erneut im Aufgebot der Ibererinnen, diese enttäuschten jedoch und schieden bereits in der Vorrunde aus, sie selbst brachte es auf zwei Einsätze. Ihren ersten Turniersieg mit Spanien feierte sie beim Algarve-Cup 2017 durch ein 1:0 im Endspiel gegen Kanada und startete im darauffolgenden Sommer mit Spanien auch bei der Europameisterschaft. Erneut erreichte sie mit ihrem Team das Viertelfinale, wo man überraschend im Elfmeterschießen an Österreich scheiterte. Nach einem weiteren Turniersieg beim Zypern-Cup 2018, diesmal bezwangen die Spanierinnen im Finale Italien mit 2:0, war Torrecilla schließlich auch bei der Endrunde der Weltmeisterschaft 2019 für ihre Nationalmannschaft im Einsatz. Spanien schied im Achtelfinale gegen den späteren Turniersieger USA aus, sie selbst stand in allen vier Begegnungen in der Startformation und war mittlerweile zu einer Schlüsselspielerin in den Reihen der Ibererinnen geworden. Ihren letzten Auftritt im Nationaltrikot hatte Virginia Torrecilla am 11. März 2020 im Zuge des SheBelieves Cups, ehe sie wenige Monate später aufgrund einer schweren Erkrankung (siehe Privates) zurückgeworfen wurde und danach nicht mehr für Spanien auflaufen konnte. Sie brachte es in ihrer Laufbahn insgesamt auf 68 Spiele und sieben Tore in der Nationalmannschaft.

## Erfolge
Verein
- Spanische Meisterschaft (3): 2012/13, 2013/14, 2014/15
- Spanischer Pokal (3): 2012/13, 2013/14, 2022/23

Nationalmannschaft
- Zypern-Cup: 2018
- Algarve-Cup: 2017

Ehrungen
- The Guardian Footballer of the Year 2022[6]

## Privates
Am 21. Mai 2020 gab Virginia Torrecilla bekannt, dass bei ihr eine Woche zuvor, am 14. Mai, ein bösartiger Hirntumor diagnostiziert wurde, der am 18. dieses Monats operativ entfernt werden musste. Im Anschluss musste sie über mehrere Monate radiochemotherapeutisch behandelt werden und konnte erst am 23. Januar 2022, 20 Monate nach ihrer Diagnose, wieder ein Spiel bestreiten. Im Juni 2021 erlitten sie und ihre Mutter Mari, die ihre Tochter an diesem Tag während der Therapie in Madrid begleitet hatte, einen schweren Autounfall in dessen Folge ihre Mutter eine Querschnittlähmung erlitt. Im Jahr 2023 veröffentlichte Virgina Torrecilla ein autobiographisches Buch mit dem Titel „Nadie se arrepiente de ser valiente“ (deutsch: „Niemand bereut es mutig zu sein“) über ihre Erlebnisse während dieser Zeit.
Im Oktober 2022 veröffentlichte die UEFA eine kurze Dokumentation über ihre Geschichte unter dem Titel „Strong Is... Atlético's Virginia Torrecilla on her battle against adversity“.
Aufgrund ihres Leidensweges, ihrem Kampf gegen Widrigkeiten und ihrer Rückkehr in den aktiven Fußball, wurde Virginia Torrecilla von der britischen Tageszeitung The Guardian mit dem Preis The Guardian Footballer of the Year 2022 geehrt.

## Werke
- Nadie se arrepiente de ser valiente. Delecé Ediciones, La Puebla de Montalbán 2023, ISBN 978-84-19486-66-0.